# Esopus
Esopus – miasto w Stanach Zjednoczonych, w stanie Nowy Jork, w hrabstwie Ulster.